# Giovanni Doria
Juan Doria (en italiano: Giovanni Doria, llamado Giannettino) (Génova, 24 de marzo de 1573 - Palermo, 19 de noviembre de 1642) fue un cardenal y político genovés al servicio de España.

## Biografía
Descendiente de la ilustre familia de los Doria, estudió filosofía y teología en España; en 1604 fue creado cardenal diácono a instancias del rey de España, en cuya dignidad participó en los cónclaves en los que fueron elegidos los papas León XI (1605), Paulo V (1605), Gregorio XV (1621) y Urbano VIII (1623).  Fue también arzobispo de Tesalónica y de Palermo desde 1608.

Durante su carrera política sirvió como lugarteniente de los virreyes del reino de Sicilia Juan Fernández Pacheco (1607), Manuel Filiberto de Saboya (1622) y Francisco de Melo (1639).